# Роберт Лонг

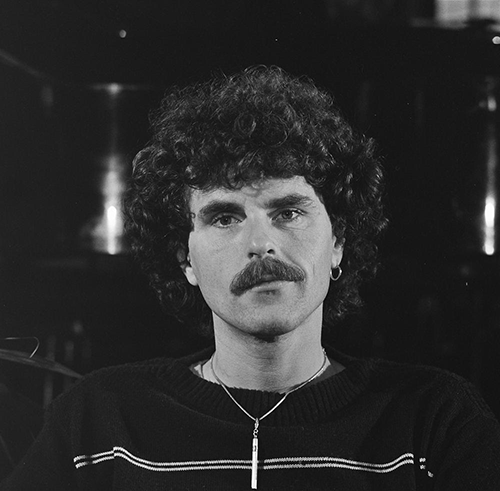
Роберт Лонг (1979)

Роберт Лонг (англ. Robert Long, настоящее имя Ян Геррит Боб Аренд Леверман, нидерл. Jan Gerrit Bob Arend Leverman; 22 октября 1943, Утрехт — 13 декабря 2006, Антверпен) — нидерландский певец, автор-исполнитель, журналист и телеведущий.
Дебютировал в 1963 году, основав рок-группу The Yelping Jackals (с англ. — «Лающие шакалы»), с 1967 года лидер-вокалист группы Unit Gloria; в составе обеих исполнял более или менее лирический репертуар на английском языке. В 1971 году начал сольную карьеру под псевдонимом Роберт Лонг, подразумевающим его рост (1 м 92 см), и перешёл на нидерландский язык, сосредоточившись на сатирических, социально-критических песнях собственного сочинения. Первый альбом Лонга Vroeger of Later (с нидерл. — «Рано или поздно», 1974) разошёлся тиражом более 500.000 экземпляров и в течение 118 недель держался в национальном топе, трижды поднимаясь на первое место; центральное место на альбоме занимала резкая антиклерикальная песня «Иисус спасёт» (нидерл. Jezus Redt). В других песнях Лонг резко критиковал потребительское общество и дискриминацию геев. Второй альбом Лонга, Lebenslang, также разошёлся тиражом в несколько сотен тысяч экземпляров и получил в 1977 г. нидерландскую национальную премию в области звукозаписи Edison.
Помимо карьеры автора-исполнителя Лонг с 1975 года выступал в театральном шоу «Шутки, сатира, песни и другие сладости» (нидерл. Scherts, satire, songs en ander snoepgoed), в котором его партнёрами были Дженни Ареан, Жером Рехёйс и Дмитрий Френкель. В 1980—1983 гг. выпустил три сатирических шоу совместно с Леном Йонгевардом, содержавших особенно резкие нападки на церковь, как католическую, так и кальвинистскую. В 1984 году был удостоен премии «Золотая арфа». С 1986 г. публиковался как колумнист в газете Algemeen Dagblad, сборник этих статей вышел в 1990 г. отдельным изданием. В 1988 г. опубликовал автобиографический роман «Чего же ты хочешь» (нидерл. Wat wil je nou). Опубликованы были также два тома переписки Лонга с поэтом Кесом ван дер Плёймом.
В 1991 году вместе с Дмитрием Френкелем сочинил и поставил мюзикл «Чехов» (нидерл. Tsjechov), основанный на биографии русского писателя А. П. Чехова, и исполнил в нём заглавную роль.
В сентябре 2005 года Лонг перенёс тяжёлую операцию на сердце. 6 декабря 2005 года он зарегистрировал брак со своим менеджером Кристофом Рутсартом (род. 1972). Последний год жизни Лонга прошёл под знаком болезни, хотя ему и удалось выпустить последний альбом под названием «Радости дьявола» (нидерл. 'n Duivels Genoegen). Певец умер от рака брюшины.